# Emil Kraepelin
Emil Kraepelin (født 15. februar 1856 i Neustrelitz, død 7. oktober 1926 i München) var en tysk læge, og en af grundlæggerne af psykiatri som en lægevidenskabelig disciplin.

## Karriere
Kraepelin blev læge i 1878, professor i psykiatri i 1896 i Tartu, 1890 i Heidelberg og i 1903 i München. Han var en af de ledende forskere i sin tid inden for det mentale område, og fik via sine skrifter, og sin omfattende undervisningsvirksomhed stor indflydelse. Han lagde vægt på omhyggelig klinisk beskrivelse og klassifikation, og er særlig kendt for sin klassificering af mentale diagnoser, som han inddelte i manio-depressiv psykose (nu kaldt Bipolar affektiv sindslidelse) og demens praecox, et af de begreber han skabte for det som senere blev kendt som schizofreni.
Kraepelin var omkring århundredeskiftet (1900) en af førerne i den moderne psykiatri, hvis systematik han ændrede i henhold til de erfaringer, han havde gjort ved at anvende den eksperimentelle psykologis metoder på sindssygdomsformerne. Disse undersøgelser bragte ham også til at blive en ivrig talsmand for åndens hygiejne, der hidtil var forsømt i forhold til legemets. I klinikken fik hans undersøgelser over de akutte sygdommes betingelser for sindssygdommenes opståen stor betydning, ligeledes undersøgelser over den tid, de psykiske fænomener tager, associationerne, de psykiske svækkelsestilstande, erindringsforfalskninger og meget andet. Også forbrydelsernes psykologi studerede han ivrigt og i det hele statens stilling over for de sindssyge.
I 1917 oprettede han Die Deutsche Forschungsanstalt für Psychiatrie i München.

## Forfatterskab
Blandt hans værker findes:
- Kraepelin Psychiatrie (2 bind, 1883, ottende udgave i 1909),
- Die psychiatr. Aufgaben des Staates (1900)
- Einführung in die psych. Klinik (1901);
- Ueber geistige Arbeit (1903).
- Einführung in der psychiatrische Clinic (anden udgave 1905),
- Hundert Jahre Psychiatrie (1918),
- Psychologische Arbeiten (siden 1895 udgivet en samling af studier fra Kraepelin klinik).

## Hædersbevisninger
I 1908 blev Kraepelin medlem af de svenske Kungliga Vetenskapsakademien og Kungliga Fysiografiska Sällskapet i Lund.